# Болль, Тимо
Ти́мо Болль (нем. Timo Boll, род. 8 марта 1981, Эрбах, Гессен, ФРГ) — немецкий игрок в настольный теннис, четырёхкратный призёр Олимпийских игр в командном первенстве (2008, 2012, 2016, 2020), двукратный победитель Кубка мира в одиночном разряде, девятикратный призёр чемпионатов мира, 20-кратный чемпион Европы (включая восемь побед в одиночном разряде), двукратный чемпион Европейских игр, экс-первая ракетка мира в одиночном разряде.
5 августа 2016 года Тимо нёс флаг Германии на церемонии открытия летних Олимпийских игр в Рио-де-Жанейро.
Завершил карьеру после летних Олимпийских игр 2024 года в Париже, которые стали седьмыми в карьере Болля.

## Биография
Родился в небольшом городке Эрбах в Гессене. Начал играть в настольный теннис в 4 года под руководством своего отца. В середине и конце 1990-х Тимо выиграл несколько титулов на чемпионатах Европы среди учащихся и юниорских чемпионатах Европы.
Тимо начал показывать высокие результаты на мировом уровне уже в юниорском возрасте. В 2000 году на чемпионате Европы в Бремене Болль выиграл серебро в составе немецкой сборной. В том же году он дебютировал на Олимпийских играх в Сиднее, где в одиночном разряде дошёл до 1/8 финала, уступив австрийцу Вернеру Шлагеру 2-3. В парном разряде с Йёргом Росскопфом Тимо не сумел выйти из группы. В 2002 году в Загребе Тимо впервые стал чемпионом Европы, победив и в одиночном, и в парном разрядах. В одиночном разряде Болль обыграл в финале Калиникоса Креангу. В том же году он стал победителем Кубка мира в одиночном разряде, переиграв в финале китайца Кун Линхуэя.
В начале 2004 года Болль испытывал проблемы со спиной, подготовка к Олимпийским играм в Афинах оказалась скомканной. На Олимпийских играх в Афинах Болль уступил в четвертьфинале знаменитому шведу Яну-Уве Вальднеру 1-4. До этого в матче 1/8 финала немец сумел взять реванш у Вернера Шлагера за олимпийское поражение 4-летней давности, обыграв того со счётом 4-3. В парном разряде в Афинах Болль вновь не сумел выйти из группы. В 2004 году Болль завоевал свою первую награду на чемпионатах мира — в Дохе он выиграл серебро в команде.

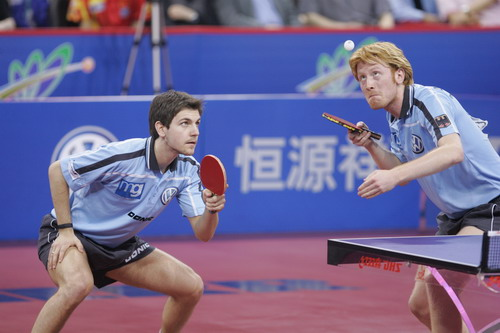
Болль (слева) и Зюс, Кристиан на чемпионате мира 2005 года, где они завоевали серебро

В 2005 году Тимо второй раз стал победителем Кубка мира в одиночном разряде (в финале был обыгран Ван Хао), а также выиграл серебро чемпионата мира в Шанхае в парном разряде (вместе с Кристианом Зюсом), уступив в финале китайской паре Ван Хао и Кун Линхуэй со счётом 1-4. В 2006 году в Бремене Тимо выиграл бронзу чемпионата мира в команде.
Начиная с 2007 года, на протяжении нескольких сезонов добился выдающихся успехов на чемпионатах Европы: в 2007 году в Белграде, в 2008 году в Санкт-Петербурге и в 2010 году в Остраве Болль становился абсолютным чемпионом Европы — он побеждал в одиночном и парном разрядах, а также в команде. В 2009 году в Штутгарте Болль не сумел победить лишь в одиночном разряде (чемпионом стал ровесник Болля датчанин Микаэль Мэйс). Таким образом на 4 чемпионатах Европы в 2007—2010 годах Тимо выиграл 11 золотых медалей из 12 возможных, а также 1 бронзу. Индивидуальная победа в 2010 году в Остраве сделала Болля первым в истории 4-кратным чемпионом Европы в одиночном разряде.

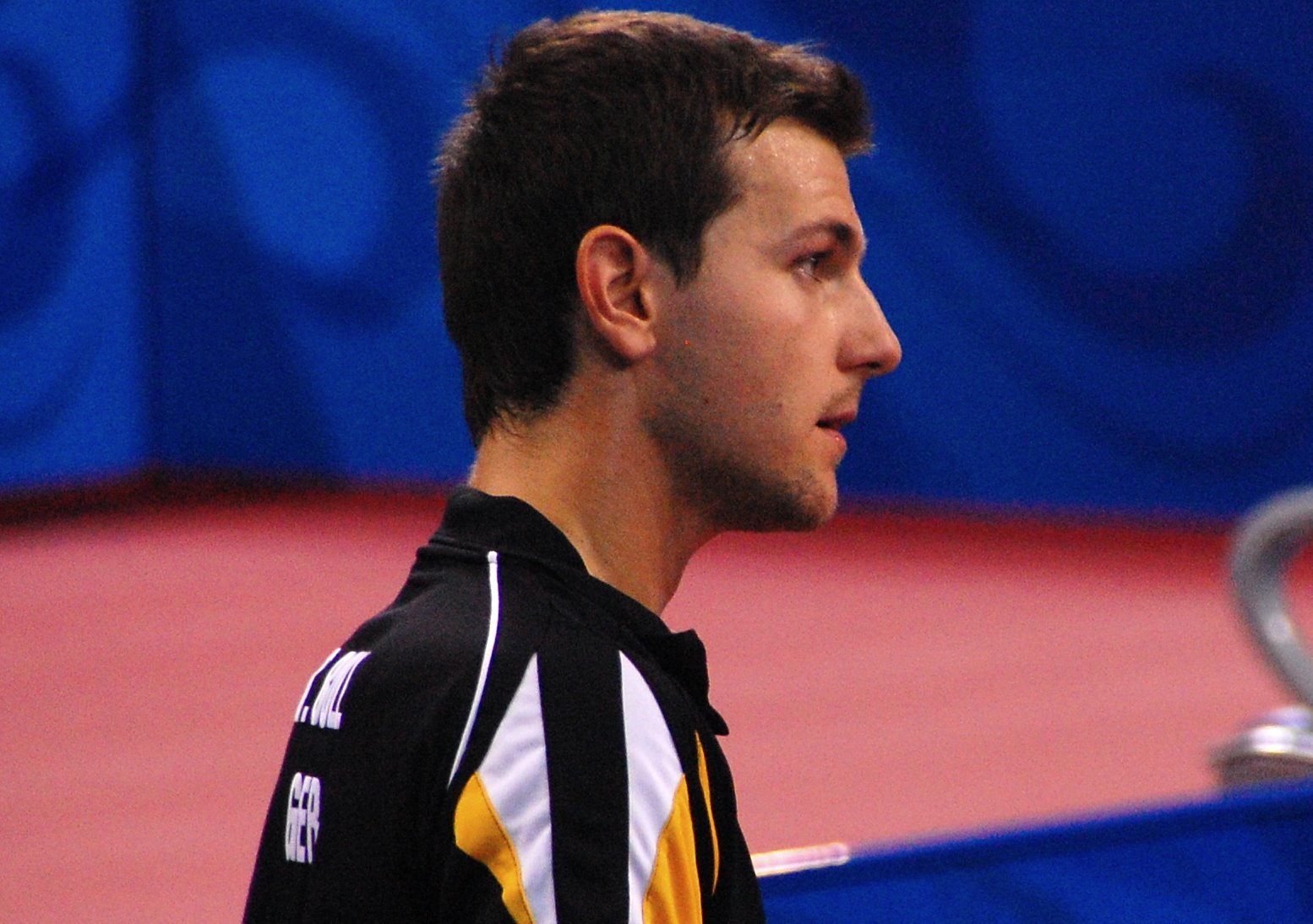
Болль на Олимпийских играх 2008 года

В 2008 году на Олимпийских играх в Пекине Болль наконец сумел выиграть олимпийскую медаль: в составе сборной Германии вместе с Кристианом Зюсом и Дмитрием Овчаровым Тимо завоевал серебро, уступив в финале китайцам 0-3. Это была единственная медаль европейцев в настольном теннисе на Играх в Пекине. В одиночном разряде Тимо, будучи 5-м сеяным, уступил в 1/8 финала корейцу О Сан Ёну 1-4, который в следующем круге уступил будущему чемпиону Ма Линю из Китая. В том же 2008 году Болль выиграл серебро Кубка мира в одиночном разряде.
В 2010 году на командном чемпионате мира в Москве Тимо выиграл серебро в составе команды Германии. Осенью того же года Тимо занял третье место на Кубке мира в Магдебурге (первые два остались за китайцами). В мае 2011 года на чемпионате мира в Роттердаме впервые в карьере завоевал бронзу в одиночном разряде (единственная медаль европейцев на том чемпионате во всех разрядах). В четвертьфинале Болль обыграл китайца Чэнь Ци, но в полуфинале уступил Чжан Цзикэ со счётом 1-4, хотя выиграл первую партию.
На Олимпийских играх 2012 года в Лондоне Тимо, посеянный в одиночном разряде четвёртым, уже в 1/8 финала неожиданно проиграл румыну Адриану Кришану со счётом 1-4. В командном разряде в полуфинале против сборной Китая Болль сумел обыграть Чжан Цзикэ со счётом 3-1 (8-11, 11-8, 11-9, 11-8), но китайцы выиграли матч 3-1. В матче за третье место против Гонконга Болль принёс Германии два очка в одиночных матчах, немцы выиграли матч 3-1 и завоевали бронзу.

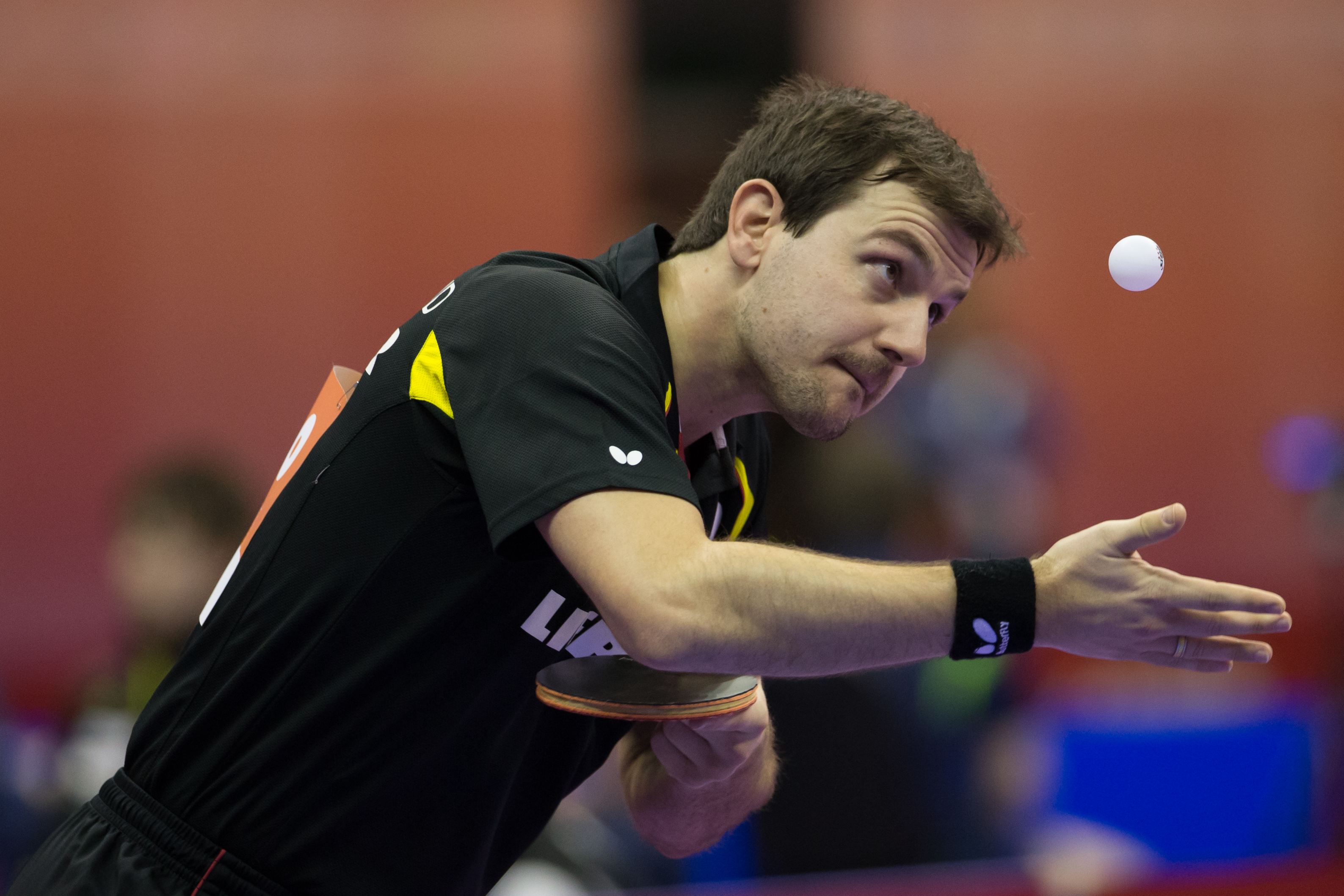
Тимо в 2016 году

На Олимпийских играх 2016 года в Бразилии Болль в одиночном разряде был посеян 10-м. В первом матче Болль лишь в 7 партиях обыграл россиянина Александра Шибаева, но уже в следующем матче неожиданно уступил Квадри Аруне из Нигерии со счётом 2-4 (10-12, 10-12, 5-11, 11-3, 11-5, 9-11). В командном первенстве сборная Германии завоевала бронзу. В матче за третье место против Республики Корея Болль выиграл решающий одиночный матч против Чу Се Хёка.
В 2017 году Тимо Болль занял второе место на Кубке мира в Льеже, проиграв в финале Дмитрию Овчарову, а в начале 2018 года одержал победу на Europe Top-16, что в совокупности с другими успешными выступлениями снова вывело его на первую строчку мирового рейтинга в марте 2018 года.
В мае 2018 года в составе сборной Германии шестой раз в карьере стал призёром командного чемпионата мира. На турнире в Хальмстаде немцы в полуфинале обыграли команду Республики Корея со счётом 3-2, Болль выиграл оба своих матча. В финале немцы проиграли Китаю 0-3, Болль уступил Ма Луну.
В сентябре 2018 года в Аликанте Болль впервые с 2012 года и седьмой раз в карьере стал чемпионом Европы в одиночном разряде, переиграв в финале румына Овидиу Йонеску. При этом в полуфинале против соотечественника Патрика Франциски Болль уступал 1-3 по партиям, но сумел победить.
В октябре 2018 года 37-летний Болль занял второе место на Кубке мира в Париже, уступив в финале 21-летнему китайцу Фань Чжэньдуну. Для Болля это стало восьмым за карьеру призовым местом на Кубках мира в одиночном разряде (2 первых, 4 вторых и 2 третьих).
В июне 2019 года на Европейских играх в Минске Болль выиграл золото в одиночном разряде, переиграв в финале в 6 партиях датчанина Йонатана Грота. В командном разряде немцы выиграли все три матча со счётом 3-0 и завоевали золото. Болль играл только парные матчи вместе с Патриком Франциской, одиночные матчи у немцев играли Франциска и Овчаров.

## Рейтинг
В 2003 году Болль несколько месяцев был на первой строчке мирового рейтинга (последний раз в сентябре 2003 года). С сентября 2004 года по апрель 2016 года Болль непрерывно входил в топ-10 мирового рейтинга в одиночном разряде, почти 12 лет подряд. За это время, в 2006 и 2010 году несколько раз поднимался на вторую строчку рейтинга, в январе—марте 2011 года снова возглавлял мировой рейтинг.
В марте 2018 года, в возрасте 36 лет, Тимо Болль вновь поднялся на первую строчку мирового рейтинга, установив тем самым рекорд самого возрастного игрока, возглавлявшего мировой рейтинг-лист.

## Клубная карьера
С 2007 года Тимо Болль выступает за клуб Боруссия Дюссельдорф. В 2022 году его контракт был продлен до 2025 года.

## Спортивные достижения
Одиночный разряд
- Обладатель Кубка мира 2002 и 2005 годов;
- Чемпион Европы 2002, 2007, 2008, 2010, 2011, 2012, 2018, 2021 годов;
- Обладатель Суперкубка Европы (3): 2007, 2008, 2009;
- Победитель 19 этапов ITTF World Tour;
- Победитель ITTF World Tour Grand Finals 2005 года.

## Личная жизнь
31 декабря 2002 года женился на своей подруге Роделии Якоби. В 2013 году у пары родилась дочь.